# Sistema hexadecimal
En matemàtiques i informàtica, el sistema hexadecimal (abreujat hex) és un sistema numèric amb base 16. Es representa normalment utilitzant els símbols 0–9 i A–F o a–f. Per exemple, el nombre decimal 79, la representació del qual en sistema binari és 01001111, es pot escriure com 4F en hexadecimal (4 = 0100, F = 1111). El sistema hexadecimal actual va ser introduït per primera vegada en informàtica el 1963 per IBM. Una versió anterior, que utilitzava els dígits 0–9 i u–z, va ser utilitzat per l'ordinador Bendix G-15, presentat el 1956.
|  |      |   |       |   |       |  |   |   |   |   |  |
|  | 0hex | = | 0dec  | = | 0oct  |  | 0 | 0 | 0 | 0 |  |
|  | 1hex | = | 1dec  | = | 1oct  |  | 0 | 0 | 0 | 1 |  |
|  | 2hex | = | 2dec  | = | 2oct  |  | 0 | 0 | 1 | 0 |  |
|  | 3hex | = | 3dec  | = | 3oct  |  | 0 | 0 | 1 | 1 |  |
|  |      |   |       |   |       |  |   |   |   |   |  |
|  | 4hex | = | 4dec  | = | 4oct  |  | 0 | 1 | 0 | 0 |  |
|  | 5hex | = | 5dec  | = | 5oct  |  | 0 | 1 | 0 | 1 |  |
|  | 6hex | = | 6dec  | = | 6oct  |  | 0 | 1 | 1 | 0 |  |
|  | 7hex | = | 7dec  | = | 7oct  |  | 0 | 1 | 1 | 1 |  |
|  |      |   |       |   |       |  |   |   |   |   |  |
|  | 8hex | = | 8dec  | = | 10oct |  | 1 | 0 | 0 | 0 |  |
|  | 9hex | = | 9dec  | = | 11oct |  | 1 | 0 | 0 | 1 |  |
|  | Ahex | = | 10dec | = | 12oct |  | 1 | 0 | 1 | 0 |  |
|  | Bhex | = | 11dec | = | 13oct |  | 1 | 0 | 1 | 1 |  |
|  |      |   |       |   |       |  |   |   |   |   |  |
|  | Chex | = | 12dec | = | 14oct |  | 1 | 1 | 0 | 0 |  |
|  | Dhex | = | 13dec | = | 15oct |  | 1 | 1 | 0 | 1 |  |
|  | Ehex | = | 14dec | = | 16oct |  | 1 | 1 | 1 | 0 |  |
|  | Fhex | = | 15dec | = | 17oct |  | 1 | 1 | 1 | 1 |  |
|  |      |   |       |   |       |  |   |   |   |   |  |

Per a convertir un nombre decimal en hexadecimal manualment, cal dividir el nombre decimal entre 16; el quocient enter d'aquesta divisió es torna a dividir per 16 i així successivament. Quan el darrer quocient sigui inferior a 16, s'escriuen, un darrere de l'altre, el darrer quocient obtingut i tots els residus en ordre invers al de la seva obtenció, substituint aquells nombres que siguin més grans de 9 per la seva lletra corresponent (A=10, B=11, C=12, D=13, E=14 i F=15).
Exemple: convertir el nombre 41.716 en hexadecimal:
```
41716 | 16
 4 ------
 2607 | 16
 15 -----
 (= F) 162 | 16
 2 ----
 10 (= A) 

```

Resultat: A2F4
El procés invers es realitza multiplicant cada dígit per 16x, on x és la posició de cada dígit, de dreta a esquerra i començant per 0. Finalment, se sumen tots els valors i la quantitat resultant és el nombre en decimal.
Exemple: convertir el nombre A2F4 en decimal:
```

 ________ 10 x 16³ = 40.960
| ______ 2 x 16² = 512
| | ____ 15 x 16¹ = 240
| | | __ 4 x 16⁰ = 4
| | | |
A 2 F 4 TOTAL = 41.716 

```

Resultat: 41.716